# Еликот Сити (Мериленд)
Еликот Сити (енгл. Ellicott City) насељено је место без административног статуса у америчкој савезној држави Мериленд.

## Демографија
По попису из 2010. године број становника је 65.834, што је 9.437 (16,7%) становника више него 2000. године.
| Група             | 2000.          | 2010.          |
| Белци             | 43.363 (76,9%) | 41.107 (62,4%) |
| Афроамериканци    | 4.138 (7,3%)   | 5.585 (8,5%)   |
| Азијати           | 6.714 (11,9%)  | 15.056 (22,9%) |
| Хиспаноамериканци | 1.209 (2,1%)   | 2.323 (3,5%)   |
| Укупно            | 56.397         | 65.834         |